# Heksenrit

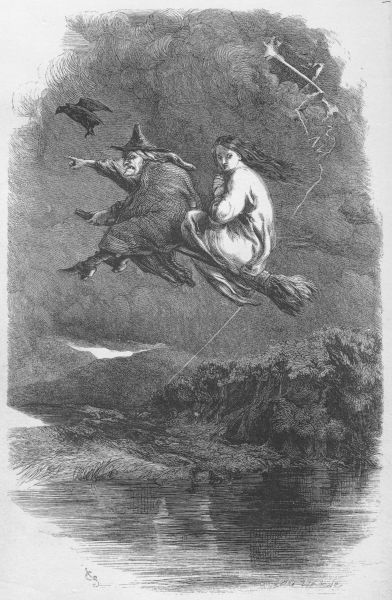
Heksenrit, 1848

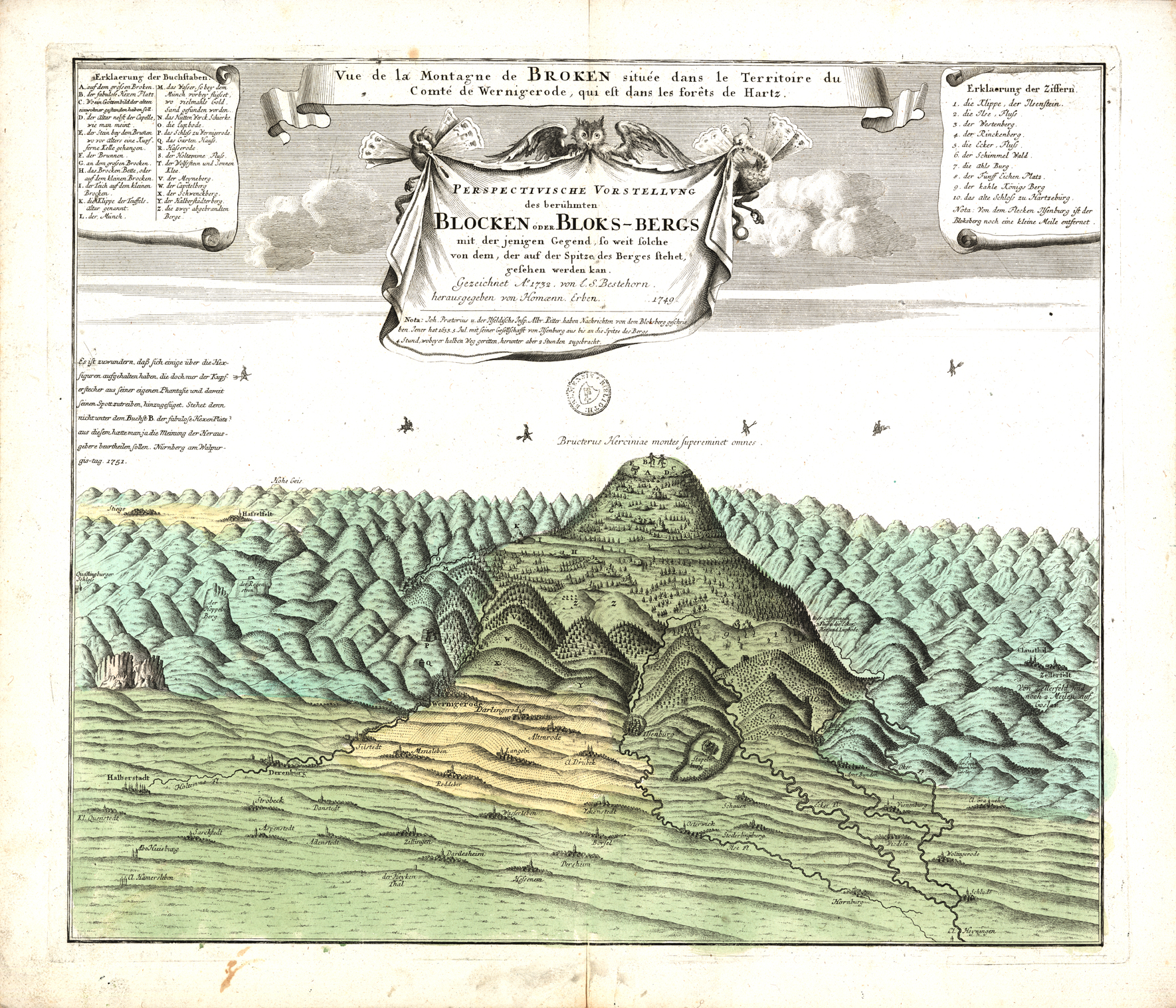
Heksenrit naar de Blocksberg, 1732

Een heksenrit is de vermeende reis die heksen maken om elkaar te ontmoeten.
De heksenrit gebeurde per bezem door de lucht, maar de verhalen willen dat ook op ander manieren werd gereisd, zoals op bokken of varkens. Hoe dan ook, de reis ging steeds door de lucht.
Heksen zouden zich voor de heksensabbat verzamelen op vaste plaatsen. Een bekende plek is de berg Brocken in de Harz. In de stad Wijk bij Duurstede zou in de zestiende eeuw zo'n verzamelplek zijn geweest. Volgens de Scandinavische mythologie zijn ook Kyöpelinvuori en Blockula verzamelplaatsen van heksen.
In Zimbabwe zijn gevallen bekend, waarbij personen vertellen op manden of korven door de lucht te kunnen vliegen.

## Afbeeldingen

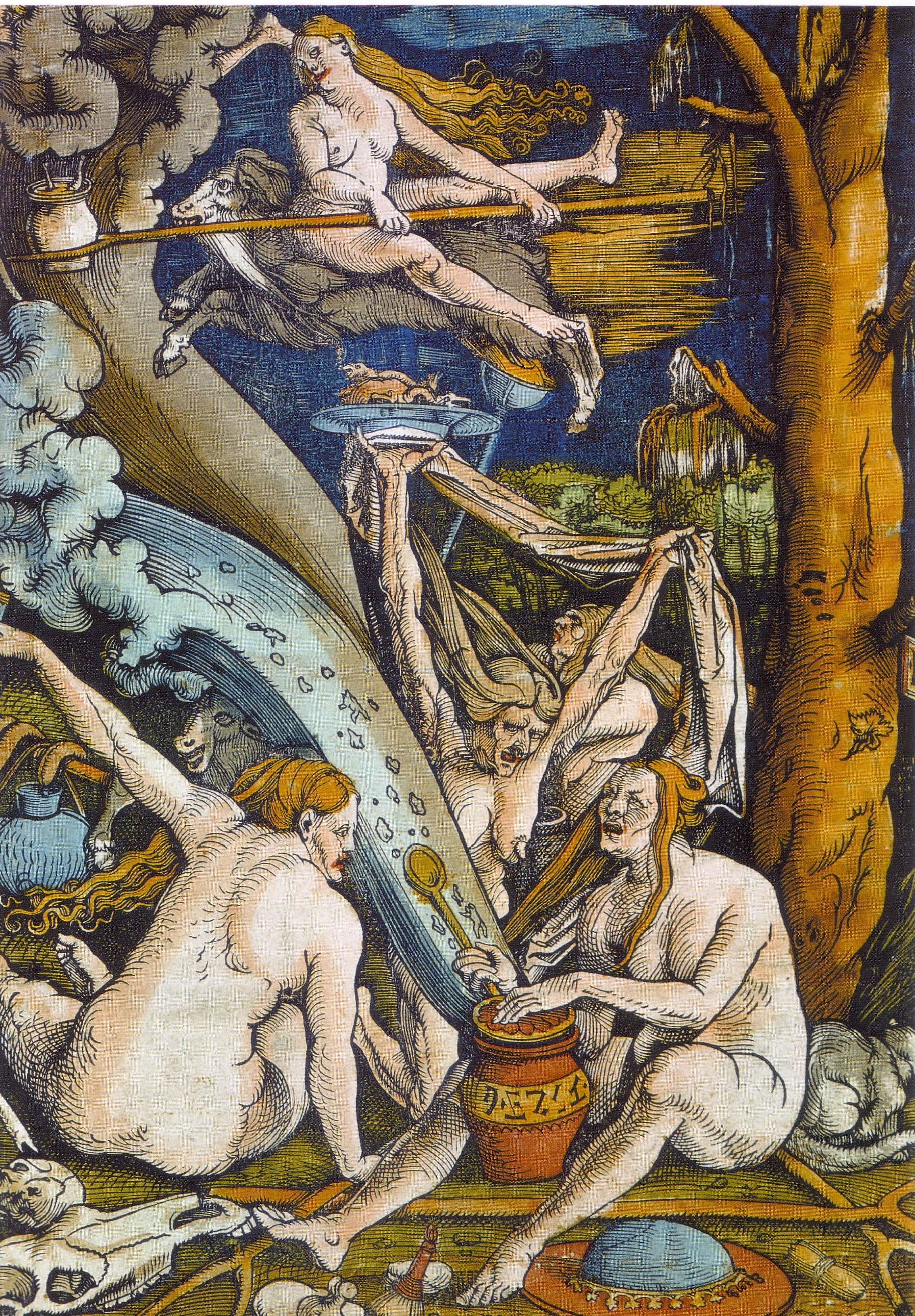
Een heks vliegt op een geit, 1508
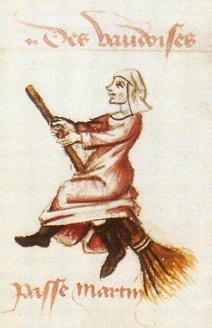
Een heks vliegt op een bezemsteel, 1451
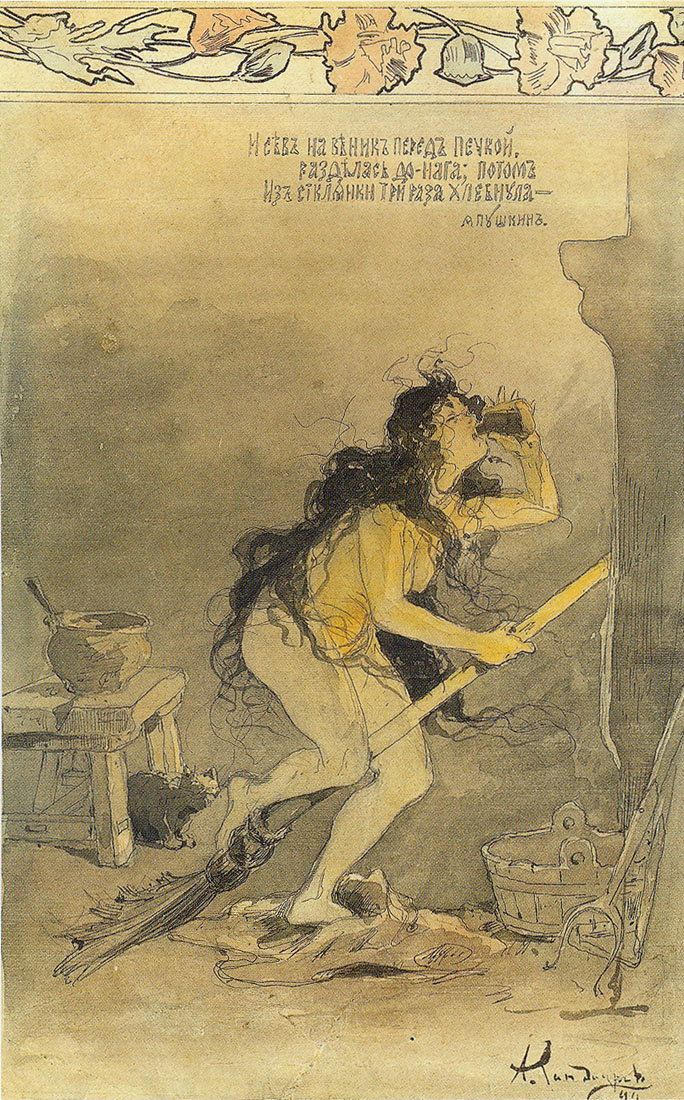
Een heks drinkt een drankje en staat klaar met haar bezemsteel, 1899
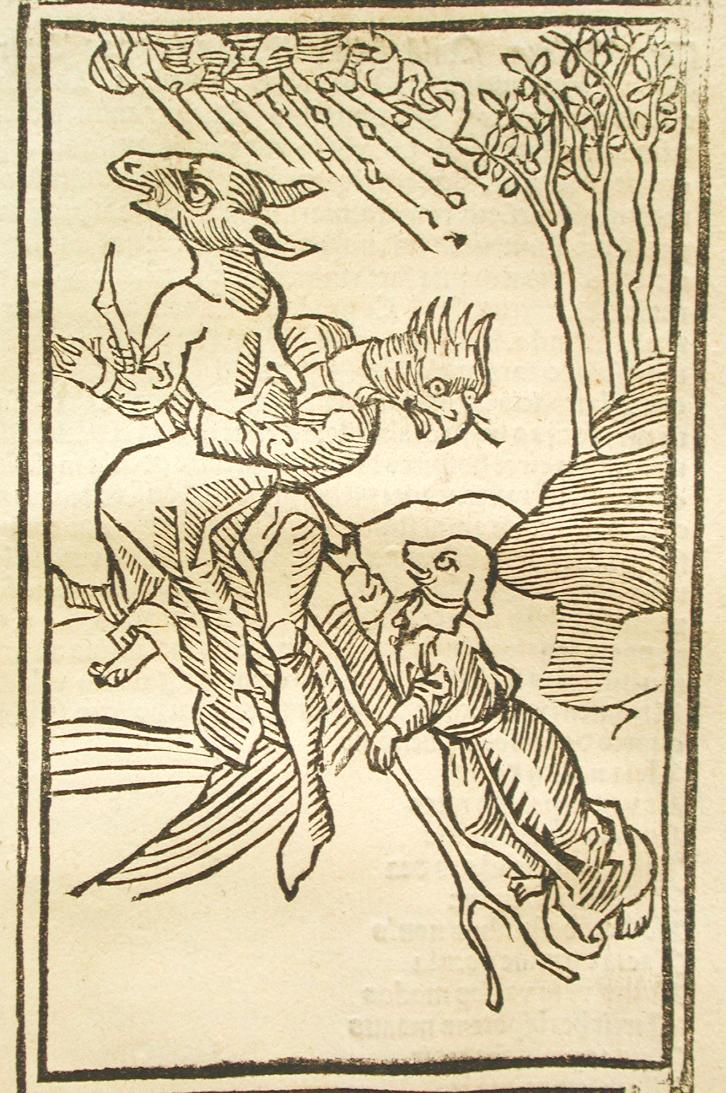
Heksenrit, 1489
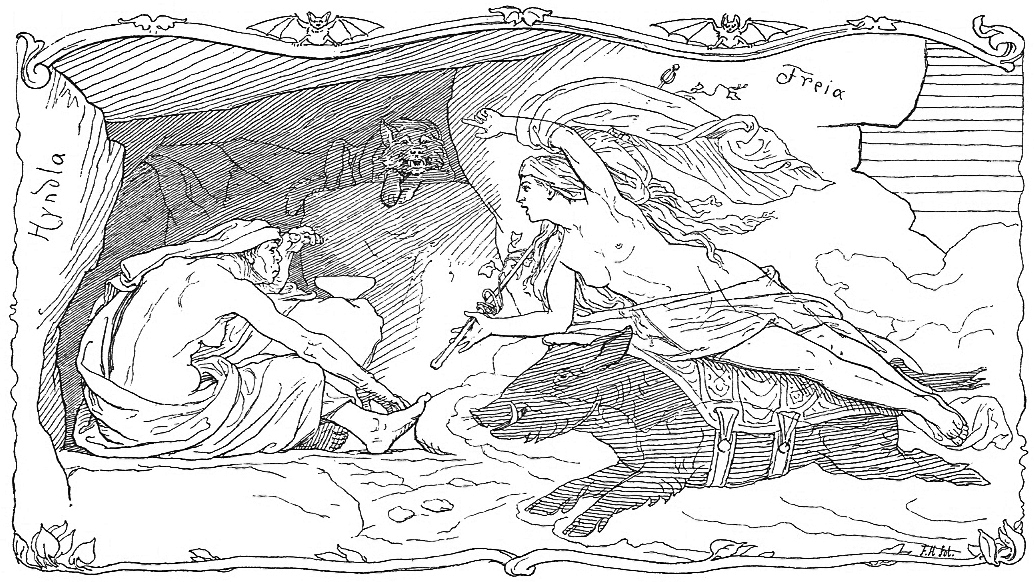
Hyndluljóð; Freya bij de Völva Hyndla, 1895